# Estación de La Gineta
La Gineta es una estación ferroviaria situada en el municipio español de La Gineta en la provincia de Albacete, comunidad autónoma de Castilla-La Mancha. Dispone de servicios de Media Distancia operados por Renfe.

## Situación ferroviaria
Se encuentra en el punto kilométrico 260,2 de la línea férrea de ancho ibérico Madrid-Valencia a 696,53 metros de altitud, entre las estaciones de La Roda y de Albacete Los Llanos.
El tramo es de via doble y está electrificado.

## Historia
La estación fue inaugurada el 18 de marzo de 1855 con la apertura del tramo Alcázar de San Juan-Albacete de la línea férrea entre Madrid y Almansa que prolongaba el trazado original entre Madrid y Aranjuez y que tenía por objetivo final llegar a Alicante. Fue construida por parte de la Compañía del Camino de Hierro de Madrid a Aranjuez que tenía a José de Salamanca como su principal impulsor. El 1 de julio de 1856 José de Salamanca, que se había unido con la familia Rothschild y con la compañía du Chemin de Fer du Grand Central obtuvieron la concesión de la línea Madrid-Zaragoza que unida a la concesión entre Madrid y Alicante daría lugar al nacimiento de la Compañía de los Ferrocarriles de Madrid a Zaragoza y Alicante o MZA. En 1941 la nacionalización de ferrocarril en España supuso la integración de MZA en la recién creada RENFE.
Desde el 31 de diciembre de 2004 Renfe Operadora explota la línea mientras que Adif es la titular de las instalaciones ferroviarias.

## La estación
Se sitúa al suroeste del núcleo urbano. El edificio para viajeros tiene base rectangular, dos plantas y disposición lateral a las vías. Al igual que la estación de Minaya está realizaba a base de ladrillos fragmentados y revestida de piedra. Su andén lateral principal está cubierto con una marquesina de hierro fundido.

## Servicios ferroviarios

### Media Distancia
Los servicios de Media Distancia que ofrece Renfe gracias a trenes MD cubren los siguientes trayectos:
| Línea MD | Trenes          | Origen/Destino      |  | Destino/Origen      |
| -------- | --------------- | ------------------- |  | ------------------- |
| 45       | MD              | Madrid-Chamartín    |  | Albacete-Los Llanos |
| 46       | Regional Exprés | Alcázar de San Juan |  | Valencia-Norte      |